# Pouru-Saint-Remy
Pouru-Saint-Remy is een Franse gemeente in het departement Ardennes in de regio Grand Est en maakt deel uit van het arrondissement Sedan. De gemeente telde 1.129 inwoners op 1 januari 2022.

## Geografie
De oppervlakte van Pouru-Saint-Remy bedraagt 10,19 vierkante kilometer; Op 1 januari 2022 was de bevolkingsdichtheid 110,8 inwoners per km².

De onderstaande kaart toont de ligging van Pouru-Saint-Remy met de belangrijkste infrastructuur en aangrenzende gemeenten.

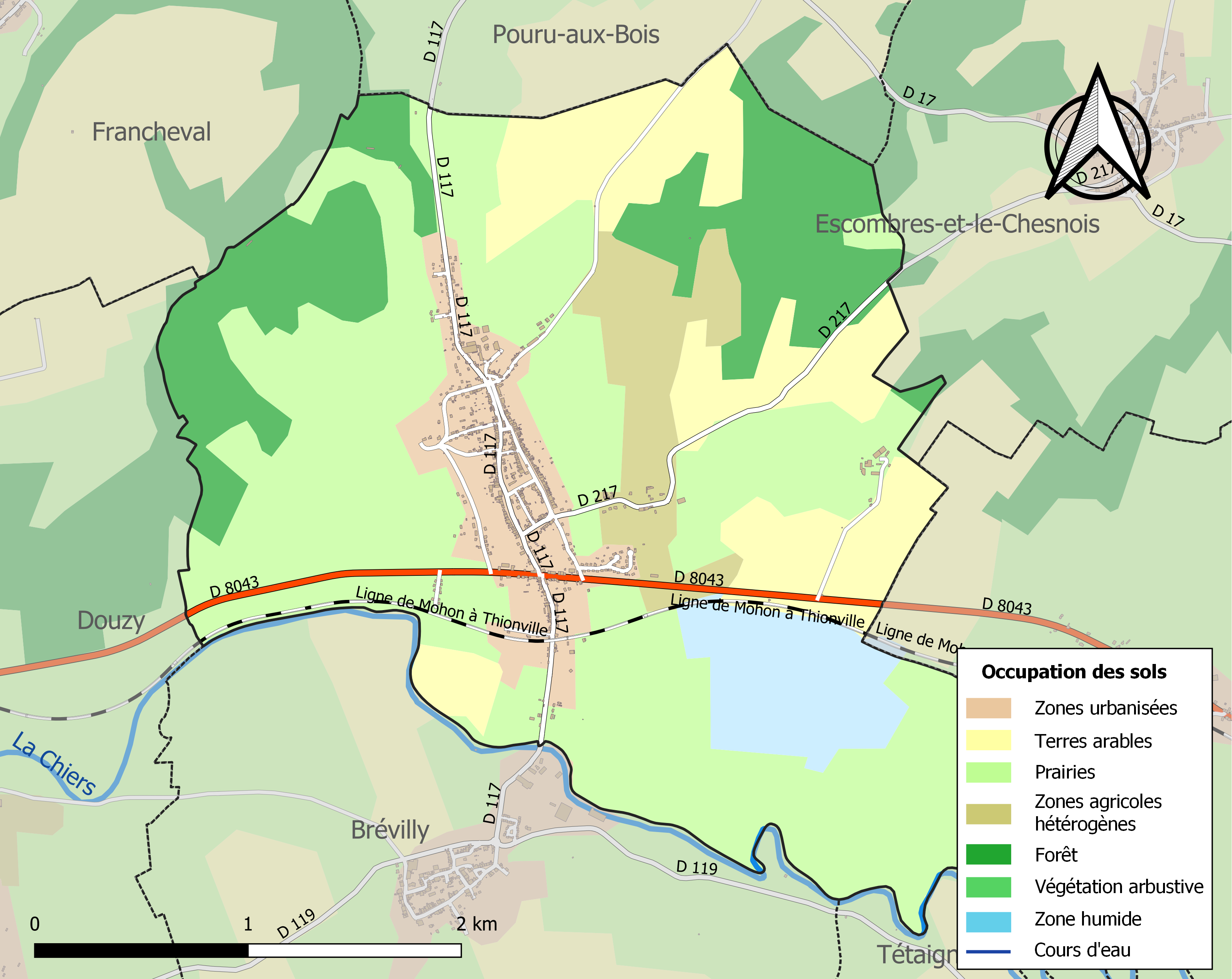

## Demografie
Onderstaande figuur toont het verloop van het inwonertal.
Vanwege een beveiligingsprobleem met de MediaWiki Graph-software is het momenteel niet mogelijk deze grafiek weer te geven. Zodra de software is bijgewerkt zal de grafiek vanzelf weer zichtbaar worden.